# Kuortane
Kuortane és un municipi de Finlàndia. Es troba en la província de Finlàndia Occidental i és part de la regió d'Ostrobòtnia del Sud. El municipi té una població de 4.282 habitants (2003) i una extensió de 484,77 km² dels quals 22,54 km² són aigua. La densitat de població és de 8,8 habitants/km². El municipi és unilingüe, parla finès. Kuortane és principalment conegut per l'Institut d'Esports de Kuortane (Kuortane Sports Institute) i la seva història en la producció de quitrà de pi.

## Fills il·lustres
- Alvar Aalto (1898-1976), arquitecte
- Kauko Pekuri (1912-1998), atleta
- Heikki Klemetti, músic